# Hydropsyche kebab
Hydropsyche kebab är en nattsländeart som beskrevs av Malicky 1974. Hydropsyche kebab ingår i släktet Hydropsyche och familjen ryssjenattsländor. Inga underarter finns listade i Catalogue of Life.